# Gérard Lanthier
Pour les articles homonymes, voir Lanthier.
Gérard Lanthier est un footballeur français né le 3 avril 1956 à Lyon. Il était milieu offensif gauche.

## Biographie
Natif de Lyon, il débute dans un club local puis il évolue dans les équipes de jeunes de l'OL. Il rejoint Avignon en 1977. 
En 1980, Auxerre promu en D1 le recrute. Quelques semaines plus tôt, l'AJA avait devancé le club de la cité des papes pour la montée. 
Il quitte l'AJA en 1984 pour rejoindre le PSG. Il enchaîne ensuite les clubs avant de se fixer pendant quelques saisons à Orléans. 
Il joue ensuite au Paris FC et achève sa carrière dans sa ville natale en portant les couleurs de Lyon La Duchère.

## Carrière
- Rhône Sportif Lyon
- 1966-1977 :  Olympique lyonnais
- 1977-1980 :  Olympique avignonnais
- 1980-1984 :  AJ Auxerre
- 1984-1985 :  Paris Saint-Germain
- 1985-1986 :  Stade rennais
- 1986-1987 :  Nîmes Olympique
- 1987-1990 :  US Orléans
- 1990-1991 :  Paris FC 83
- 1991-1992 :  AS Lyon-Duchère[1]

## Palmarès
- International olympique et militaire
- Finaliste de la Coupe de France de football en 1985 avec le PSG

## Parcours d'entraîneur
- Avignon Football 84
- Montfavet (en DH)
- Athlétic Club arlésien